# Одесский метрополитен
Одесский метрополитен (укр. Одеський метрополітен) — запланированная система метрополитена в Одессе.

## История
Идея построить метрополитен в Одессе появилась ещё в 1960-х годах, но город не соответствовал советским нормативам и не имел права на метро. Власти сосредоточились на развитии наземного транспорта.
В 1970-х годах, когда население Одессы стремительно росло и город приближался к статусу миллионника, начались первые серьёзные разговоры о необходимости строительства метрополитена.
В середине 1980-х годов ленинградский институт «Ленметрогипротранс» приступил к проектированию первой линии метрополитена. Она должна была пройти от Черноморки до посёлка Котовского, через посёлок Таирова, Юго-Западный массив, железнодорожный вокзал, центр и Пересыпь с Лузановкой. Однако проект был заморожен по решению Константина Черненко, тогдашнего генерального секретаря КПСС. Одесса наряду с Донецком была исключена из списка городов, где планировалось строить метро.
В 1990-х годах инженер Виктор Беликов разработал проект монорельса. Планировалось создать одну линию — эстакаду монорельса, связывающую морской вокзал с Приморским бульваром.
В 2001-2003 годах неоднократно появлялись проекты создания в Одессе метрополитена по различным схемам, соединявшего центр города с посёлком Котовского. Это было классическое метро, трамвайные линии на эстакадах, разнообразные вариации лёгкого метрополитена, в также подвесная канатная дорога.
В 2006 году была принята программа развития метро в Украине, которая предусматривала проектирование метрополитена для трёх городов страны, в том числе для Одессы.
В 2009 году комания «Электротранс-Одесса» предложила проект лёгкого метрополитена — в виде подземно-воздушной линии протяжённостью в 22 километра от посёлка Котовского до Куликова поля, однако проект так и не был реализован.
В 2012 году строительство метрополитена в Одессе протяжённостью в 38 километров, который содержит в себе две линии, было включено в градостроительные планы до 2022 года. Однако в 2017 году процесс проектирования метрополитена был заморожен.